# Фругароло
Фругароло (итал. Frugarolo) — коммуна в Италии, располагается в регионе Пьемонт, в провинции Алессандрия.
Население составляет 1970 человек (2008 г.), плотность населения составляет 72 чел./км². Занимает площадь 27 км². Почтовый индекс — 15065. Телефонный код — 0131.
Покровителем коммуны почитается святой Феликс, празднование 29 июля.

## Демография
Динамика населения:

## Известные люди
Во Фругароло родилась Лелла Ломбарди, самая результативная женщина-гонщица в истории чемпионатов мира Формулы-1.

## Администрация коммуны
- Официальный сайт: